# 송면중학교
송면중학교(松面中學校)는 대한민국 충청북도 괴산군 청천면 이평리에 있는 공립 중학교이다.

## 학교 연혁
- 1971년 4월 8일 : 송면중학교 개교
- 2004년 11월 11일 : 본관 교사 개축
- 2014년 9월 1일 : 자유학기제 시범 운영
- 2016년 3월 1일 : 자율학교 지정(농촌 소규모학교활성화사업)
- 2017년 3월 1일 : 행복씨앗학교 1기
- 2017년 8월 17일 : 송면 권역 교직원 공동관사 ‘솔숲둥지’ 준공
- 2023년 1월 12일 : 제50회 졸업 4명, 남 1,233명, 여 950명 총 2,183명
- 2023년 3월 1일 : 제23대 신명수 교장 부임
- 2024년 3월 4일 : 2024학년도 입학(신입생 9명)

## 참고 자료
- 송면중학교 - 한국교육학술정보원 학교알리미